# Майський (Кітатське сільське поселення)
Ма́йський (рос. Майский) — селище у складі Яйського округу Кемеровської області, Росія.

## Населення
Населення — 10 осіб (2010; 11 у 2002).
Національний склад (станом на 2002 рік):
- росіяни — 100 %